# Synthliboramphus wumizusume
El mérgulo japonés (Synthliboramphus wumizusume) es una especie de ave en la familia Alcidae. Es una especie de hábitos pelágicos y costeros, habita en la zona norte del Pacífico sobre las costas de Asia, mar de Japón, mar de las Filipinas.
En 1975, el gobierno japonés designó a esta especie como tesoro nacional. La perturbación de su hábitat a causa de actividades de pesca deportiva, depredación por cuervos, grandes gaviotas y ratas, hace que se los considere una especie Vulnerable en la Lista Roja de IUCN de Especies Amenazadas. Se encuentra en el Apéndice I del CITES y esta legalmente protegida en Japón.

## Descripción
Es un ave pequeña, mide unos 22 cm de largo y pesa alrededor de 165 gr. El dorso de su cuerpo es negro y gris azulado, las zonas inferiores son blancas.

## Ecología
El mérgulo japonés realiza su puesta en marzo. La puesta es por lo general de dos huevos. La incubación es compartida entre ambos progenitores. Los pichones no son alimentados en el nido, sino que dejan el nido de uno a dos días después de haber eclosionado.

## Distribución y hábitat
Se la encuentra en Japón, Rusia y Corea del Sur. Habita en islas rocosas y acantilados en aguas costeras del Pacífico templadas.
Los sitios de reproducción son grietas, cavernas y huecos en las rocas, huecos en pilas de rocas, y en pastizales de islas deshabitadas. El límite norte de sus zonas de reproducción son las islas Nanatsujima de Japón, los sitios de reproducción más importantes son la isla Biro y las islas Izu.